# Максимчук Віктор Омелянович
Віктор Омелянович Максимчук (нар. 1 серпня 1956 — пом. 28 січня 1996) — радянський та український футболіст, півзахисник. Один з рекордсменів чернівецької «Буковини» за кількістю проведених матчів.

## Кар'єра гравця
Футбольну кар'єру розпочав у 1975 році в складі чернівецької «Буковини», кольори якої захищав до завершення сезону 1982 року. У футболці чернівецького колективу в Другій лізі зіграв понад 250 матчів, в яких відзначився 25-а голами. У 1983 році перейшов до могильовського «Дніпра». Дебютував у футболці «дніпрян» 12 квітня 1983 року в програному (1;3) виїзному поєдинку 2-о туру Першої ліги проти нікопольського «Колоса». Віктор вийшов на поле на 70-й хвилині, замінивши Віктора Будника. Дебютним голом у складі могильовців відзначився 30 липня 1983 року на 55-й хвилині програного (1:8) виїзного поєдинку 23-о туру Першої ліги проти краснодарської «Кубані». Максимчук вийшов на поле на 38-й хвилині, замінивши Олександра Кістеня. У футболці «Дніпра» в чемпіонатах СРСР зіграв 69 матчів та відзначився 6-а голами. У 1984 році повернувся до «Буковини», кольори якої захищав до 1987 року. У складі «буковинців» зіграв 78 матчів та відзначився 8-а голами в Другій лізі. У 1991 та 1992/93 роках захищав колори аматорського колективу «Лада» (Чернівці).

## Кар'єра тренера
З 1987 по 1988 рік працював тренером у ДЮСШ «Буковина» (Чернівці).

## Досягнення
- Чемпіонат УРСР
  -  Чемпіон (1): 1982
  -  Срібний призер (1): 1980